# يميشجي حسن باشا
حسن باشا الملقب باليمشجي ( ت 1603)، قائد عثماني ألباني الأصل، التحق بخدمة تركيا، وتولى عدة مناصب. نصبه سنان باشا الصدر الأعظم آغا على الانكشارية 1594. عين وزيراً للديوان، وأدخل إصلاحاً على العملة. تولى الصدارة العظمى 1601، وقاد الحملة على المجر، نجح في القضاء على فتنة الفرسان السباهي.
يعتقد أن يمشجي باشا كان ضحية لكاماريلا القصر السلطاني، وهي المجموعة المقربة من السلطان العثماني من غير ذوي المناصب، والتي عملت على الإطاحة بيمشجي خشية من تعاظم نفوذه وبتهمة ضلوعه بعلاقات مشبوهة مع الجيش الانكشاري، وهكذا أقصي الصدر الأعظم من منصبه ثم شنق عام 1603.